# Бальхаузен
Бальхаузен (нем. Ballhausen) — община в Германии, в земле Тюрингия. 
Входит в состав района Унструт-Хайних. Подчиняется управлению Бад Теннштедт.  Население составляет 888 человек (на 31 декабря 2010 года). Занимает площадь 14,72 км².
Коммуна подразделяется на 2 сельских округа.